# Buchlovice
Buchlovice är en köping i Tjeckien.   Den ligger i distriktet Okres Uherské Hradiště och regionen Zlín, i den östra delen av landet, 240 km sydost om huvudstaden Prag. Buchlovice ligger 250 meter över havet och antalet invånare är 2 487.
Terrängen runt Buchlovice är platt åt nordost, men åt sydväst är den kuperad.Runt Buchlovice är det ganska tätbefolkat, med 179 invånare per kvadratkilometer. Närmaste större samhälle är Uherské Hradiště, 9,0 km öster om Buchlovice. Trakten runt Buchlovice består till största delen av jordbruksmark.